# Ryedale Windypits

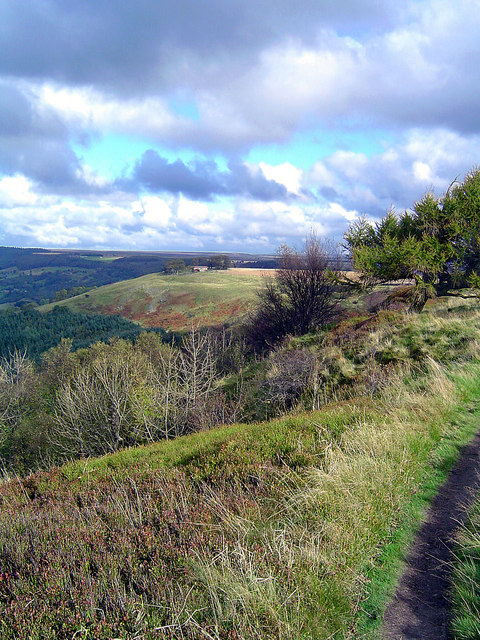
Windypit auf den Feldern von Bolty Scar, Yorkshire

Die Ryedale Windypits (auch Ashberry windypits oder Windy Pits) sind Karst-Höhlen am südlichen Rand der North York Moors in den Hambleton Hills bei Helmsley im Distrikt Ryedale im North York Moors National Park in North Yorkshire in England.
Aus den engen Eingängen der Windypits tritt im Winter Nebel, im Sommer kalte Luft aus. Die Luftbewegung wirbelt Laub in der Nähe der Eingänge auf. Obwohl es in der Region etwa 40 Windypits gibt und viele davon erforscht wurden, haben nur vier davon Belege vergangener menschlicher Aktivitäten geliefert: Antofts, Ashberry, Bucklands und Slip Gill.
Nach der ersten Erkundung einer Windypit durch den Geologen und Paläontologen William Buckland (1784–1856) im Jahre 1832 wurden die Höhlen seit der Mitte des 20. Jahrhunderts weiter erforscht und teilweise ausgegraben. Menschlicher Reste in vier Windypits wurden aufgrund der Assoziation mit Keramik und Feuersteinwerkzeugen als spät- oder endneolithisch eingestuft. Die Forschung konzentrierte sich auf die Ursachen für die Höhlenbestattungen. Im Jahr 2011 untersuchte Sue Black eine Knochenansammlung in Slip Gill. Die forensische Untersuchung ergab, dass mindestens eine Person skalpiert worden war. Auch Knochen in benachbarten Gruben zeigten Anzeichen von Gewalteinwirkungen. Ein Schienbein hatte Schnittspuren, die auf Entfleischung hindeuteten.
Die Windypits werden heute von Fledermäusen als Unterschlupf genutzt. Sieben Arten von Fledermäusen wurden in den Höhlen gefunden, darunter die Kleine Bartfledermaus (Myotis mystacinus), die Wasserfledermaus (Myotis daubentoni), die Fransenfledermaus (Myotis nattereri) und das Braune Langohr (Plecotus auritus).